# コンフュージョン (エレクトリック・ライト・オーケストラの曲)
「コンフュージョン」 (Confusion) は、エレクトリック・ライト・オーケストラが1979年に発表した楽曲。アルバム『ディスカバリー』に収録されている。

## 概要
「ロンドン行き最終列車」と両A面でシングルリリースされた。歌い方にロイ・オービソンへのオマージュが見られる。
ジェフがサッカー選手のトレヴァー・フランシスとビリヤードをしながら作った楽曲であるとされている。
ジェフは、シンセサイザー「ヤマハ・CS-80」の音色を元に曲を構成していった。アルバム「ディスカバリー」にて主に使われたのはこのシンセサイザーである。ジェフ曰く「重さが2000ポンドほどあるんだ。すごい機械だったけど、ローディーにとっては悪夢だったのさ。」

## その他
- 2001年のZoom Tourで演奏されたが、DVDではカットされ、音源がライヴアルバム「Electric Light Orchestra Live」に収録された。
- 日本テレビ系『天才・たけしの元気が出るテレビ!!』の１コーナー「勉強して東大に入ろうね会」のオープニングテーマ曲に使用されていた。